# Aldeyjarfoss
A Aldeyjarfoss é uma catarata situada no norte da Islândia, na parte norte da estrada Sprengisandur, que percorre as Terras Altas da Islândia.
A particularidade mais interessante da Aldeyjarfoss é o contraste entre as colunas basálticas (negras) e as águas límpidas que descem a cascata. Esta característica é partilhada pela Svartifoss, uma catarata muito menor situada no Parque Nacional Skaftafell. 
O rio Skjálfandafljót tem uma queda vertical de 20 m. O basalto pertence a um campo de lava chamado Frambruni ou Suðurárhraun, sendo hraun a palavra em islandês para lava.